# Història de Guinea Equatorial

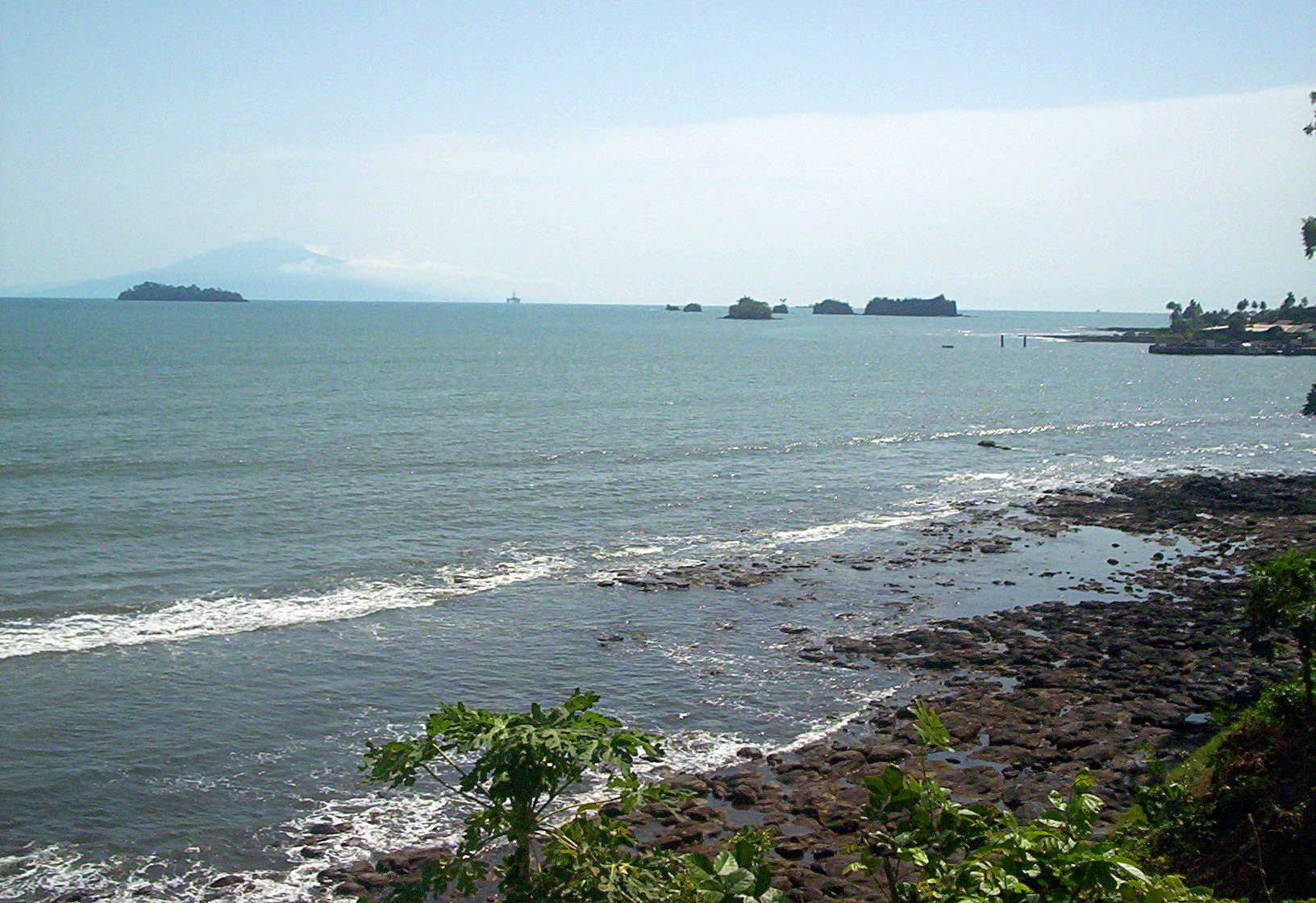
Bioko des de la costa camerunesa.

L'actual territori de Guinea Equatorial s'assenta sobre medievals regnes tribals d'escassa estructuració, sens dubte sorgits per la influència de les estructures protoestatals més avançades que es desenvolupen contemporàniament a la zona (com el Regne Oyo o el Regne del Congo), així el regne Benga de l'illa Mandj (després anomenada Corisco), el regne Bubi de l'illa de Bioko i les viles-estat dels clans Fang de la part continental.
És possible que la zona del Golf de Guinea fos visitada per Hanon, un general cartaginès que va emprendre un viatge vorejant les costes d'Àfrica cap a finals del segle vi o començaments del segle V aC.

## Domini portuguès (1471-1776)

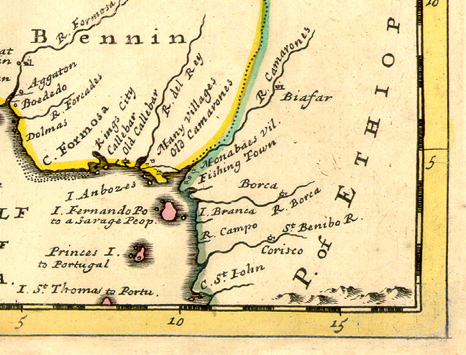
Mapa de 1729 que mostra l'àrea geogràfica del Golf de Guinea on es desenvolupen les cultures bubi, fang i benga, entre d'altres.

Van ser navegants portuguesos els primers europeus que amb certesa van explorar el golf de Guinea el 1471. El portuguès Fernão do Pó va situar l'illa de Bioko en els mapes europeus aquell any, mentre buscava una ruta cap a l'Índia, i la va batejar com a Formosa (tanmateix, ben aviat va ser coneguda amb la versió espanyolitzada del nom del seu descobridor, Fernando Poo o Fernando Pó).
Cap 1493, Joan II de Portugal es va proclamar amb la resta de títols reals com a Senyor de Guinea i el primer Senyor de Corisco. Els portuguesos van colonitzar les illes de Bioko, Annobón i Corisco el 1494, i les van convertir en llocs per al tràfic d'esclaus.
En 1641, la Companyia Holandesa de les Índies Orientals es va establir sense el consentiment portuguès a l'illa de Bioko, i des d'allà va centralitzar temporalment el comerç d'esclaus del golf de Guinea, si bé els portuguesos van tornar a fer acte de presència a l'illa el 1648, i van substituir la Companyia holandesa per una pròpia Companyia de Corisco dedicada al mateix comerç, i construïren una de les primeres edificacions europees a l'illa, el fort de Punta Joko.
Portugal va vendre mà d'obra esclava des Corisco amb contractes especials a França, a qui va contractar fins a 49.000 guineans esclaus, a Espanya i a Anglaterra el 1713 i 1753. En aquest comerç, els principals col·laboradors foren els bengues, que tenien bones relacions amb les autoritats colonials europees (les quals, al seu torn no intervenien en la política interna del país, la qual cosa sens dubte ajudava), i que també posseïen un sistema econòmic esclavista propi, en el qual els seus servidors particulars eren generalment pamues i nvikos.

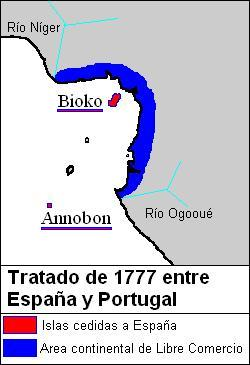
Mapa que mostra el repartiment entre Portugal i Espanya de 1777.

Les illes van romandre en mans portugueses fins al març de 1778, després dels tractats de San Ildefonso (1777) i El Pardo (1778), pels quals se cedien a Espanya les illes, juntament amb drets de lliure comerç en un sector de la costa del golf de Guinea entre els rius Níger i Ogooué, a canvi de la disputada Colonia del Sacramento. A partir d'aquest moment, Guinea Equatorial va ser part del virregnat del Riu de la Plata (fundat el 1776) fins a la seva desmembrament definitiu amb la revolució americana (1810), ja que l'última preocupació de la Primera Junta de Govern a Buenos Aires era assumir la responsabilitat política pel territori de la Guinea Equatorial, donat el cúmul de problemes amb què s'enfrontava i la manca d'una relació concreta entre Buenos Aires i aquella regió.

## Domini hispano-britànic (1776-1845)
El primer virrei amb seient a Buenos Aires Pedro de Cevallos va organitzar una expedició marítima que havia de sortir des de Buenos Aires i Montevideo a càrrec del Comte d'Arjelejo, brigadier dels Reials Exèrcits, amb el càrrec de rebre i prendre possessió de la Guinea Equatorial de mans portugueses en nom de la corona espanyola i establir el govern d'aquestes, subjecte a l'autoritat del Virregnat del Riu de la Plata. El 17 d'abril de 1778 el Comte d'Arjelejo, surt de Montevideo cap a Bioko, per prendre possessió dels territoris del golf de Guinea en nom d'Espanya, però morirà quatre mesos més tard. El segon governador serà Joaquín Primo de Rivera, que ho va ser circumstancialment del 14 novembre 1778 al 30 d'octubre de 1780, moment en què la missió espanyola decideix tornar, desentenent d'actuar al territori i abandonant l'establiment de Concepción, primer i provisional centre administratiu.
Els britànics van ocupar l'illa de Bioko entre 1827 i 1832 per lluitar contra el  tràfic d'esclaus fundant l'establiment de Port Clarence, posteriorment Santa Isabel i avui Malabo. En 1836 el navegant espanyol José de Moros, visita Annobón, governada l'illa per Pedro Pomba. Els britànics després de sortir de Bioko tornen el 1840, atacant diverses dependències espanyoles a l'illa després de proposar la compra de l'illa a Espanya. Per consolidar els drets d'Espanya, s'envia l'expedició de Juan José Lerena y Barry, que el març de 1843 va hissar el pavelló espanyol a Santa Isabel (actual Malabo), rebent la submissió de diversos caps locals.
També l'illa de Corisco va establir acords amb Espanya a 1843, com a resultat d'un acord entre Juan José Lerena y Barry amb el rei Benga, Bonkoro I, qui va morir en 1846.

## Domini espanyol (1845-1968)

### De 1845-1926
El 13 de setembre de 1845, es fa pública la Reial Ordre per la qual la Reina Isabel II autoritza el trasllat a la regió a tots els negres i mulats lliures de Cuba que voluntàriament ho desitgin.
A partir de 1855 es produeix una agitada època de lluites intestines entre els bengues per la qüestió de les prefectures locals, lluites que acaben el 1858 amb l'arribada del primer governador espanyol, Carlos de Chacón y Michelena, que nomena tinent governador de Corisco a Munga I (enfrontat a Bonkoro II) el 1858, i deixa, de 1859 a 1875 una guarnició espanyola a l'illa que després seria traslladada a l'illa d'Elobey Grande; dins d'aquesta política d'intervencionisme en 1864 el governador Ayllón nomena el Rei d'Elobey Chico, Bodumba. El 20 de juny de 1861, es publica la Reial Ordre per la qual es converteix l'illa de Bioko en presidi espanyol; l'octubre del mateix any es dicta la Reial Ordre per la qual, en no oferir-se voluntàriament negres emancipats de Cuba per immigrar a Guinea, es disposa que, en cas de no presentar-se voluntaris, es procedeixi a l'embarcament, sense el seu consentiment, de 260 negres cubans, als quals s'uniran posteriorment represaliats polítics. La regió serà àmpliament explorada per Manuel Iradier y Bulfy, a càrrec de dues expedicions (el 1875 i 1884) que també tindria per missió acabar amb els aixecaments de diverses viles-estat fang. Durant el període 1887-1897, diversos representants espanyols estableixen relacions amb el rei Moka de Bioko, que en la segona meitat del segle xix unifica tots els clans bubi (el seguiran Sas Ebuera entre 1899-1904 i Malabo entre 1904-1937, any aquest últim en què el rei és empresonat per les autoritats espanyoles). La porció continental, Riu Muni, es va convertir en protectorat el 1885 i en colònia el 1900, any en què un tractat signat a París va determinar els límits del territori reconegut a Espanya. Per la seva banda es va crear també la Colònia de Elobey, Annobón i Corisco.

### Colònia de Guinea Espanyola (1926-1959)
Ambdós territoris (insular i continental) van ser units en 1926 com la colònia de Guinea Espanyola. Per aquesta època acaben de dissoldre les estructures prèvies tradicionals dels regnes tribals, consolidant l'administració de tall europeu importada pels espanyols.
No obstant això, Espanya no tenia la riquesa i l'interès necessaris per desenvolupar una infraestructura econòmica important durant la primera meitat del segle xx. Tanmateix, Espanya va desenvolupar grans plantacions de cacau a l'illa de Bioko amb milers de treballadors nigerians i camerunesos importats com a bracers.
A la dècada de 1930 va romandre fidel a la Segona República espanyola fins a setembre de 1936 quan, iniciada ja la Guerra Civil espanyola és presa pels militars alçats.
Fins a 1956, les illes de Fernando Poo i Annobón, van formar part del Territori de Guinea Espanyola. El 21 d'agost de 1956 aquests territoris van ser organitzats en províncies amb el nom de Províncies del Golf de Guinea.
Durant aquest període comencen a sorgir tímidament els primers moviments independentistes al país, com el liderat per Acacio Mañé Ela.

### Diputacions Provincials de la Regió Equatorial Espanyola (1959-1963)
El 1959, els territoris espanyols del golf de Guinea van adquirir l'estatus de províncies espanyoles ultramarines, similar al de les províncies metropolitanes. Per la Llei de 30 de juliol de 1959, adopten oficialment la denominació de Regió Equatorial Espanyola i es va organitzar en dues províncies: Fernando Poo i Riu Muni. Com a tal regió, va ser regida per un governador general que exercia tots els poders civils i militars. Les primeres eleccions locals es van celebrar el 1959, i es van triar els primers procuradors en corts equatoguineans.

### Comunitat Autònoma de Guinea Equatorial (1963-1968)
El 15 de desembre de 1963, el Govern espanyol va sotmetre a referèndum entre la població d'aquestes dues províncies, un projecte de Bases sobre Autonomia, que va ser aprovat per aclaparadora majoria. En conseqüència, aquests territoris van ser dotats d'autonomia i adoptaren oficialment el nom de Guinea Equatorial, amb òrgans comuns a tot el territori (Assemblea General, Consell de Govern i Comissari General) i organismes propis de cada província. Per bé que el comissionat general nomenat pel govern espanyol tenia amplis poders, l'Assemblea General de Guinea Equatorial tenia considerable iniciativa per formular lleis i regulacions.
El novembre de 1965, la IV Comissió de l'Assemblea de l'ONU, va aprovar un projecte de resolució en què es demanava a Espanya que fixés com més aviat millor la data per a la independència de Guinea Equatorial. El desembre de 1966 el Consell de Ministres del Govern espanyol acordà preparar la Conferència Constitucional. L'octubre de 1967 es va inaugurar la Conferència, presidida per Fernando María Castiella, ministre espanyol d'Afers Exteriors. Al capdavant de la delegació guineana figurava Federico Ngomo.

## Estat independent (1968-actualitat)

### Proclamació de la independència (1968)
Al març de 1968, sota la pressió dels nacionalistes equatoguineans i de les Nacions Unides, Espanya va anunciar que concediria la independència. Es va formar una convenció constituent que va produir una llei electoral i un esborrany de constitució. Acabada la segona fase de la Conferència Constitucional, (17 d'abril-22 de juny de 1968) es va dur a terme la consulta. El referèndum sobre la constitució es va produir l'11 d'agost de 1968, sota la supervisió d'un equip d'observadors de les Nacions Unides. Un 63% de l'electorat va votar a favor de la constitució, que preveia un govern amb una Assemblea General i un Tribunal Suprem amb jutges nomenats pel president.
El 22 de setembre es van celebrar les primeres eleccions presidencials i cap dels quatre candidats va obtenir majoria absoluta. Una setmana després va ser elegit president de Guinea Equatorial Francisco Macías Nguema; el seu immediat seguidor en l'elecció va ser Bonifacio Ondó Edu.
El setembre del 1968, Francisco Macías Nguema va ser elegit primer president de Guinea Equatorial amb el suport de moviments nacionalistes com l'IPGE (Idea Popular de Guinea Equatorial), part del MONALIGE (Moviment Nacionalista d'Alliberament de Guinea Equatorial) i el MUNGE (Moviment d'Unió Nacional de Guinea Equatorial). La independència es va proclamar el 12 d'octubre de 1968, i va adoptar el nom de República de Guinea Equatorial. Aquesta va ser admesa a l'O.N.U. com a membre 126 de l'Organització.

### La dictadura de Macías (1968-1979)
Macías no va trigar gaire a concentrar en la seva persona tots els poders de l'estat (el juliol de 1970 va crear un règim de partit únic, el PUNT (Partit Únic Nacional dels Treballadors), en maig de 1971 parts crucials de la constitució van ser abrogades, i al juliol de 1972 s'autoproclamà president vitalici).
El 1973 va promulgar una nova constitució (la segona del país), realitzada a la seva mida, que creava un estat unitari, i anul·lava l'estatus anterior de federació entre Fernando Poo i Riu Muni. Va dur a terme una repressió implacable contra els seus oponents polítics. A causa dels seus mètodes dictatorials, més de 100.000 persones van escapar a països veïns; almenys 50.000 dels que van romandre al país van morir, i altres 40.000 van ser sentenciats a treballs forçats.
El règim de Macías es va caracteritzar per l'abandonament de totes les funcions governamentals a excepció de la seguretat interna. A causa del robatori, la ignorància i la negligència, la infraestructura del país -elèctrica, de subministrament d'aigua, carreteres, transports i salut- van caure en la ruïna. La religió catòlica va ser reprimida i el sistema educatiu tancat. Els bracers nigerians sota contracte que duien a terme el gruix del treball en les plantacions de cacau de Bioko van fugir en massa a principis de 1976. L'economia equatoguineana es va enfonsar i els ciutadans més qualificats i els estrangers van deixar el país.
Les escoles van ser tancades el 1975 i el culte catòlic prohibit al juny de 1978. Nguema va posar en pràctica una campanya de africanització toponímica, imitant superficialment el moviment sociocultural de la negritud, reemplaçant els noms colonials amb noms natius: la capital Santa Isabel es va convertir en Malabo, l'illa de Fernando Poo va ser rebatejada com a Masie Nguema Biyogo en memòria del mateix dictador, i Annobón es va convertir en Pagalú. Com a part d'aquest procés es va ordenar a tota la població que canviés els seus noms europeus per noms africans. El mateix nom del dictador va patir diverses transformacions, de manera que al final del seu govern, era conegut com a Masie Nguema Biyogo Ñegue Ndong.

### La dictadura de Teodoro Obiang (1979-actualitat)
El 3 d'agost de 1979, Macías va ser enderrocat per un cop d'estat liderat pel seu nebot, el tinent general Teodoro Obiang Nguema, el qual havia estat alcaide de la sinistra presó de Playa Negra. Macías va ser jutjat i executat, en tant que es constituïa un Consell Suprem Militar presidit pel mateix Obiang. Les illes van ser reanomenades Bioko i Annobón. El nou règim tenia davant seu una tasca ingent: les arques de l'estat estaven buides i la població era amb prou feines un terç de la que hi havia en el moment de la independència.
El juliol del 1982, aquest Consell va nomenar Obiang president de la República per un període de set anys, alhora que es promulgava una nova constitució (la tercera del país), aprovada en referèndum (15 d'agost de 1982). El Consell Suprem Militar es dissolia a l'octubre de 1982. Poc després, Guinea Equatorial es va adherir a la Comunitat Econòmica i Monetària d'Àfrica Central (CEMAC), per la qual cosa va adoptar el franc CFA com a moneda (1984). El 1983 i 1988 van tenir lloc eleccions parlamentàries, a les quals va concórrer una sola llista de candidats. El 1987, Obiang havia anunciat la formació del Partit Democràtic de Guinea Equatorial (PDGE) amb vista a les eleccions presidencials que se celebrarien el 1989. Candidat únic, Obiang va resultar reelegit. No obstant això, no va aconseguir que el país sortís de la profunda crisi econòmica en què es trobava.
El 1991 s'inicia una tímida democratització, indispensable perquè continués l'ajuda econòmica d'Espanya, França i altres països. Al novembre s'aprova en referèndum una nova constitució (la quarta del país) que establia un sistema de representació parlamentària per als partits polítics que fossin legalitzats. Davant l'anunci d'aquesta tímida obertura, molts opositors polítics van tornar al país, només per ser empresonats per Obiang (gener-febrer de 1992).
Encara que alguns mesos després van ser legalitzades diverses formacions polítiques de l'oposició, en les eleccions legislatives de 1993 van ser prohibits deu dels catorze partits inscrits, el que es va traduir en una abstenció de vot entorn del 80%. Els resultats oficials van donar com a guanyador al PDGE, amb el que Obiang va seguir en el poder com a cap d'Estat i de govern. Després d'aquestes eleccions, el règim no només no es va democratitzar, sinó que el 1995, el líder opositor Severo Moto Nsá va ser empresonat sota l'acusació de corrupció i calúmnies. Tampoc es va permetre participar en les presidencials de febrer 1996 al candidat de la Plataforma d'Oposició Conjunta (POC), Amancio Nsé, utilitzant per a això una llei electoral feta a mida del president. Conseqüentment Obiang va ser reelegit amb el 98% dels vots.
L'any 1996 va ser un any crucial per a l'evolució futura del país. Aquest any la multinacional nord-americana Mobil va començar l'extracció de petroli al territori equatoguineà, el que repercutiria en un augment considerable d'ingressos per al país (acaparat per Obiang i la camarilla governant).
Les eleccions de 1996 havien estat fortament qüestionades internacionalment. Per contrarestar les crítiques, Obiang va nomenar un nou govern en el qual figures de l'oposició ocupaven alguns càrrecs menors. El 1998 es fa un judici sense cap garantia processal contra 117 membres de l'ètnia bubi (els Nguema pertanyen a la fang, majoritària al país) propers al grup opositor MAIB (Moviment per a l'Autodeterminació de l'Illa de Bioko), implicats presumptament en un intent de magnicidi. El simulacre de judici va acabar amb quinze condemnes a mort. Les legislatives de març 1999 van contemplar un nou triomf aclaparador del partit del president, el PDGE (que va passar de 68 a 75 escons en una càmera de 80). Els principals partits de l'oposició, la Convergència per la Democràcia Social (CPDS) i la Unió Popular (UP) van obtenir 4:01 escons respectivament; tots dos partits van rebutjar prendre possessió d'ells. Les eleccions locals de maig de 2000 van suposar un altre triomf aclaparador del PDGE, que va controlar així tots els municipis importants. Els principals partits de l'oposició van qualificar les eleccions com a manegades i les van boicotejar.
En les presidencials de desembre de 2002 i davant les denúncies de frau de l'oposició, Obiang va ser reelegit, i va revalidar el seu mandat altres set anys (fins al 2009).
El 2003, es va formar un Govern de Guinea Equatorial en l'Exili, dirigit per Severo Moto. Aparentment, van contractar a una empresa amb seu a les Illes Anglonormandes per enderrocar el govern d'Obiang. El març de 2004, 64 presumptes mercenaris van ser detinguts a l'aeroport d'Harare (Zimbabwe) després que ocultessin dades sobre la càrrega i la tripulació. El 2004, el fill de Margaret Thatcher, Mark Thatcher, va ser arrestat a Sud-àfrica sota el càrrec de col·laborar amb el cop d'estat.
Gràcies als ingressos petroliers, la producció s'havia multiplicat per deu en els últims anys, Guinea Equatorial va experimentar taxes de creixement del 33%. Encara que tal afluència de riquesa no està servint per millorar les condicions de la població, sí que han servit per atorgar certa «legitimitat» internacional al règim. Pressionat per la indústria petroliera nord-americana (present a Guinea Equatorial amb Exxon Mobil, Chevron Corporation, Texaco i Triyo Energy), Estats Units va reprendre relacions diplomàtiques (2003), interrompudes des de 1995. No en va, Guinea Equatorial és el tercer productor de cru de l'Àfrica subsahariana (després Angola i Nigèria).
El 2007 i 2009, es va atribuir al grup nigerià Moviment per a l'Emancipació del Delta del Níger la realització d'incursions armades al país.